# トレイ・ガン
トレイ・ガン（Trey Gunn、1960年12月13日 - ）は、1994年から2003年までプログレッシブ・ロック・バンドのキング・クリムゾンに所属し、ウォー・ギターとチャップマン・スティックを演奏していることで知られるアメリカのミュージシャンである。

## 略歴
テキサス州出身で現在はワシントン州シアトル在住のガンは、7歳のときにクラシック・ピアノを弾くことで音楽人生をスタートした。音楽への関心は、エレクトリックベース、エレクトリックおよびアコースティック・ギター、キーボード、そしてタッチ・ギターなど、さまざまな楽器を通じて広がっていった。オレゴン州ユージーンに移住し、オレゴン大学でクラシック音楽作曲の学位を取得しながら、パンク・バンドで演奏した。その後、ニューヨークに引っ越し、そこでプロのミュージシャンとしてのキャリアを始めた。
彼はギター・クラフトの学生として創設者のロバート・フリップとしばらく時間を共にし、ロバート・フリップ・アンド・ザ・リーグ・オブ・クラフティ・ギタリスツのレコーディングに参加した。1988年から1991年まで、彼は元々「フリップ・フリップ (Fripp, Fripp)」というバンド・プロジェクト名であり、2度目のツアーからはサンデイ・オール・オーヴァー・ザ・ワールドとなったバンドで、トーヤ・ウィルコックス、ロバート・フリップ、ポール・ビーヴァスと共に、チャップマン・スティックの演奏を担当し、イギリスとヨーロッパでのツアーに同行した。このバンドは1991年に1枚のアルバム『ニーリング・アット・ザ・シュライン』をレコーディングしリリース。同じ年、サンデイ・オール・オーヴァー・ザ・ワールドのラインナップで、トーヤのソロ・アルバム『オフェーリアズ・シャドウ』を録音し、そこでもガンはスティックを演奏した。プロデュースはトーヤによるものだったが、彼女は後にガンの3枚目のソロ・アルバム『ザ・サード・スター』でゲスト参加することとなる。
1992年、アメリカ、ヨーロッパ、そして日本をツアーするデヴィッド・シルヴィアンとロバート・フリップの共同プロジェクトに参加するよう依頼された。このバンドはアルバム『ザ・ファースト・デイ』とアルバム『ダメージ』（ロンドンのロイヤル・アルバート・ホールからのライブ・レコーディング）をリリースした。この期間にガンは、最初のソロ・アルバム『千年の夢』をレコーディングしている。
1994年、ガンはキング・クリムゾンに加入した。キング・クリムゾンでもチャップマン・スティックを演奏し、その後、多様なタイプのウォー・ギターを演奏し、トニー・レヴィンと対になる位置で「ダブル・トリオ」の一員となった。1997年に、キング・クリムゾンは「プロジェクト (ProjeKct)」として知られるより小さなユニット活動に移行した。ガンはフリップと共に、プロジェクトのすべての公演やレコーディングに参加した。1999年に、キング・クリムゾンは4ピース・バンド - エイドリアン・ブリュー、フリップ、ガン、パット・マステロットというラインナップになった。2003年の『ザ・パワー・トゥ・ビリーヴ』ツアーの後、ガンはクリムゾンを脱退した。足掛け10年の間に、キング・クリムゾンで33枚のCD、2枚のDVDに名を連ね、何百もの公演に参加してきた。
ガンは、トゥール、プシファー、ロバート・フリップ、ショーン・マローン、ゴーディアン・ノット、デヴィッド・シルヴィアン、ヴァーノン・リード、ジョン・ポール・ジョーンズ、エリック・ジョンソン、イタリアの歌手アリーチェ、アザム・アリ、マット・チェンバレン、マイケル・ブルック、ビル・リーフリン、ハーモニック合唱団のデイヴィッド・ハイクスなど、多くのミュージシャンとパフォーマンスやレコーディングを通じて共演している。また、彼はトレイ・ガンないしトレイ・ガン・バンドのリーダーとして、ソロ・アルバムを数多くリリースしている。
ウォー・ギターのような幅の広い楽器を使って仕事をしてきたために、何年もの間、ガンは肉体的な影響を受けてきた。これは彼に膝を交差して水平位置でギターを演奏させるように仕向け、また、合気道の練習へと導いた。2003年、ガンはマルチメディア・グループのQuodiaをジョー・メンデルソンと共に結成、以前のプロジェクトよりも多くのボーカルを打ち出し、ウォー・ギターの比重を少なくしていった。2004年、彼とパット・マステロットは、キンモ・ポーヨーネンとサムリ・コスミネンとのコラボレーションを開始し、それぞれのデュオ、TUとクラスターを合わせてKTUを編成した。2012年には、ピーター・ガブリエルの楽曲を演奏するグループ、セキュリティ・プロジェクトでジェリー・マロッタと働き始めた。
シアトルを拠点とする「7d Media」というレーベルの運営を手助けするだけでなく、現在はソロ作品、映画とテレビのスコア、クリエイティブなプロセスでアーティストを指導すること、およびマルチメディア・プロジェクトを構築することに時間を割いている。

## ディスコグラフィ

### ソロ・アルバム
- Playing with Borrowed Time (1985年)
- 『千年の夢』 - One Thousand Years (1993年)
- 『ザ・サード・スター』 - The Third Star (1996年)
- Raw Power (1999年)
- 『モリブデンの愉悦』 - The Joy of Molybdenum (2000年) ※トレイ・ガン・バンド名義
- 『ライヴ・エンカウンター』 - Live Encounter (2001年) ※トレイ・ガン・バンド名義
- Road Journals (2002年) ※CD-ROM
- 『アンチューン・ザ・スカイ』 - Untune The Sky (2003年) ※CD+DVD。コンピレーション
- Music for Pictures (2008年)
- Modulator (2010年)
- I'll Tell What I Saw (2010年) ※コンピレーション
- The Waters, They Are Rising (2015年)

### 参加アルバム
サンデイ・オール・オーヴァー・ザ・ワールド
- 『ニーリング・アット・ザ・シュライン』 - Kneeling at the Shrine (1991年)

デヴィッド・シルヴィアン & ロバート・フリップ
- 『ザ・ファースト・デイ』 - The First Day (1993年)
- 『ダメージ』 - Damage: Live (1994年)

キング・クリムゾン
詳しくは「キング・クリムゾンの作品」を参照
- 『ヴルーム』 - VROOOM (1994年)
- 『スラック』 - Thrak (1995年)
- 『スラックアタック』 - THRaKaTTaK (1996年)
- 『ザ・コンストラクション・オブ・ライト』 - The ConstruKction of Light (2000年)
- 『レヴェル・ファイヴ』 - Level Five (2001年) ※ライブEP
- 『しょうがない』 - Happy with What You Have to Be Happy With (2002年)
- 『ザ・パワー・トゥ・ビリーヴ』 - The Power to Believe (2003年)

プロジェクト
詳しくは「プロジェクト (バンド)#ディスコグラフィ」を参照
TU
- Thunderbird Suite (2002年)
- TU (2003年)
- Official Bootleg (2004年)
- Live in Russia (2011年)

KTU
- 『エイト・アームド・モンキー』 - 8 Armed Monkey (2005年)
- 『クイヴァー』 - Quiver (2009年)

セキュリティ・プロジェクト
- 『LIVE 1&2:プレイズ・ピーター・ゲイブリエル』 - Live 1 (2016年) ※日本盤は下記『Live 2』との2枚組
- Live 2 (2017年)
- Contact (2017年)

その他の参加アルバム
- トーヤ: 『オフェーリアズ・シャドウ』 - Ophelia's Shadow (1991年)
- U. Srinivas & Michael Brook: Dream (1994年)
- アリーチェ: Charade (1995年)
- Sean Malone: Cortlandt (1996年)
- ゴーディアン・ノット: 『ゴーディアン・ノット』 - Gordian Knot (1999年)
- ジョン・ポール・ジョーンズ: 『ズーマ』 - Zooma (1999年)
- Bill Rieflin / Robert Fripp / Trey Gunn: Birth of a Giant (1999年)
- Bill Rieflin / Robert Fripp / Trey Gunn: The Repercussions of Angelic Behavior (1999年)
- Mike Brannon & Synergy: Barcodes (2001年)
- アザム・アリ: Elysium for the Brave (2006年)
- プシファー: 『V・イズ・フォー・ヴァジャイナ』 - "V" Is for Vagina (2007年)
- Quodia: The Arrow (2007年) (CD/DVD)
- Stretching Madness: Escape Plan (2007年)
- The Season Standard: Squeeze Me Ahead of Line (2008年)
- UKZ: Radiation (2009年)
- N.y.X: Down in Shadows (2009年)
- Inna Zhelannaya: Cocoon (2010年)
- スティーヴン・ウィルソン: 『グレイス・フォー・ドロウニング』 - Grace for Drowning (2011年)
- Morgan Ågren, Henry Kaiser, Trey Gunn: Invisible Rays (2011年)
- Leon Alvarado/Jerry Marotta: Music From An Expanded Universe (2014年)
- John Crispino: Seconds Before Landing II - Seconds Before Landing (2014年)
- Leon Alvarado: Persistence (2015年)